# Marie Nyswander
Marie Nyswander Robinson, geboren als Mary Elizabeth Nyswander (* 13. März 1919 in Reno (Nevada); † 20. April 1986 in New York City) war eine US-amerikanische Psychiaterin und Psychotherapeutin. Sie gilt mit Vincent Dole als Begründerin der Substitutionstherapie Opiatabhängiger (Methadone Maintenance Treatment, MMT).

## Leben
Marie Nyswander war die Tochter eines Mathematikprofessors und der in den USA bekannten Gesundheits-Erzieherin Dorothy Bird Nyswander (1898–1998). Die Eltern ließen sich kurz nach der Geburt scheiden und sie wuchs bei der Mutter in Berkeley, Salt Lake City und New York City auf. Sie besuchte das Sarah Lawrence College und studierte Medizin an der Cornell University, wo sie 1944 ihren Abschluss machte. Nachdem sie vergeblich versuchte, im Zweiten Weltkrieg als Chirurgin bei der US-Navy Dienst zu tun, ging sie an eine Klinik für Drogenabhängige in Lexington (Kentucky) (Lexington Narcotic Hospital), wo sie die damaligen Zwangs-Methoden kennenlernte, mit denen Drogenabhängige behandelt wurden. Sie studierte Psychoanalyse am New York Medical College mit dem Ziel Drogenabhängigen über Psychotherapie zu helfen, praktizierte dann privat als Psychotherapeutin und Ärztin und war 1955 eine der Gründer des Narcotic Addiction Research Project in New York. 1956 erschien ihr Buch The Drug Addict as a Patient, in der sie Drogenabhängigkeit als Krankheit darstellte. Sie betreute in den 1950er und 1960er Jahren drogenabhängige Jazzmusiker in einer mit Charles Winick gegründeten Klinik und Drogenabhängige im Rahmen von Kirchenprojekten.
1963 begann ihre Zusammenarbeit mit Vincent Dole an der Rockefeller University, die zur Entwicklung der auf Methadon Gabe basierten Therapie von Heroinabhängigen führte. Nyswander war unzufrieden mit der hohen Rückfallrate der von ihr behandelten Drogen-Patienten und suchte nach neuen Therapieformen. Dole ging das Problem im Rahmen der  wissenschaftlichen Grundlagenforschung an und war durch ihr Buch auf sie aufmerksam geworden. Die ersten Drogenabhängigen wurden damit 1964 behandelt. Beide veröffentlichten über die ersten Ergebnisse im Journal of the American Medical Association, wobei sie die Heroinabhängigkeit als Stoffwechselkrankheit auffassten.
Sie war dreimal verheiratet. In erster Ehe kurz mit einem Anatomie-Dozenten an der Cornell University. In zweiter Ehe 1953 bis zur Scheidung 1965 mit dem Psychoanalytiker Leonard Robinson und in dritter Ehe ab 1965 mit Vincent Dole.
In Hamburg-Eidelstedt wurde 1994 eine Straße nach ihr benannt und am Beth Israel Hospital eine Klinik. Seit 1982 wird ihnen zu Ehren der Nyswander-Dole Award der American Association for the Treatment of Opioid Dependence verliehen, mit Nyswander und Dole als ersten Preisträgern. 1978 erhielten beide den Preis der National Drug Abuse Conference.
Sie schrieb auch ein Buch über weibliche Sexualität bzw. Frigidität, in der sie für eine traditionelle Rolle der Frau in der Familie eintrat.
Der Jazzkritiker und liberale Journalist Nat Hentoff schrieb 1968 ihre Biographie.

## Schriften
- Die unerfüllte Frau. Wesen, Ursachen und Behandlung der weiblichen Gefühlskälte. Übers. von Franz Klinger. Rüschlikon-Zürich [u. a.]: A. Müller, 1960.